# Face aux démons

Face aux démons (The Irrefutable Truth About Demons) est un film néo-zélandais réalisé par Glenn Standring, sorti en 2000.

## Synopsis
Harry Ballard est un anthropologue qui passe son temps à étudier les sciences occultes pour démontrer qu'elles n'existent pas. Un jour il reçoit une menace de mort et est enlevé par les adeptes d'une secte.

## Fiche technique
- Titre : Face aux démons
- Titre original : The Irrefutable Truth About Demons
- Réalisation : Glenn Standring
- Scénario : Glenn Standring
- Production : Dave Gibson
- Société de production : New Zealand Film Commission
- Budget : 500 000 dollars (380 000 euros)
- Musique : Victoria Kelly et Joost Langeveld
- Photographie : Simon Baumfield
- Montage : Paul Sutorius
- Décors : Clive Memmott
- Costumes : Francis Hooper et Denise L'Estrange-Corbet
- Pays d'origine : Nouvelle-Zélande
- Format : Couleurs - 1,77:1 - Stéréo - 35 mm
- Genre : Horreur, thriller
- Durée : 86 minutes
- Dates de sortie : 13 juillet 2000 (festival d'Amsterdam), 22 mars 2001 (Nouvelle-Zélande)

## Distribution
- Karl Urban : Harry Ballard
- Katie Wolfe (en) : Bennie
- Jonathon Hendry : Le Valliant
- Sally Stockwell : Celia
- Tony MacIver : Johnny
- Adam Brookfield : l'officier Jones
- Peter Daube (en) : Lawrence
- Kelson Henderson : Wank
- Mel Johnston : Alice
- Romani Lawson : la fille au capuchon
- Danny Mulheron (en) : le réceptionniste de l'hôtel
- Jason Jackson Ohlson : la serveuse
- Perry Piercy : le détective Chalmers
- Neill Rea (en) : Richard
- Robert Tripe (en) : Melissa

## Distinctions
- Nomination au prix du meilleur film, lors du Festival international du film de Catalogne en 2000.
- Nomination au prix du meilleur film, lors du festival Fantasporto en 2001.
- Nomination au prix du meilleur scénario, meilleur montage et meilleur acteur pour Karl Urban, lors des New Zealand Screen Awards en 2001.